# Painkiller (film, 2005)
Painkiller (eng. originaltitel The Chumscrubber) är en amerikansk-tysk långfilm från 2005 med Jamie Bell, Camilla Belle, Justin Chatwin och Glenn Close i rollerna.

## Handling
Filmen handlar om livet i en amerikansk förort. Deans bästa vän Troy är en droglangare som har tillgång till antidepressiva läkemedel. Troy begår självmord en dag uttråkad av ett meningslöst och materialistiskt liv i en helt påhittad förort i Kalifornien. Men hans kunder vill inte sluta köpa droger.
Mobbarna i skolan kidnappar ett barn, som de trodde var Deans yngre bror, i ett försök att övertyga Dean att ge dem Troys sista droger som lämnades kvar. Men de har kidnappat fel unge.

## Om filmen
Painkiller regisserades av Arie Posin, som även skrev filmens manus tillsammans med Zac Stanford.

## Rollista (urval)
| Jamie Bell       | – Dean Stiffle               |
| Camilla Belle    | – Crystal                    |
| Justin Chatwin   | – Billy                      |
| Lou Taylor Pucci | – Lee                        |
| Rory Culkin      | – Charlie Stiffle            |
| Thomas Curtis    | – Charlie Bratley            |
| Glenn Close      | – Carrie Johnson             |
| Kathi Copeland   | – förälder #1                |
| Tim DeKay        | – mr. Peck                   |
| David Ellison    | – student #1                 |
| William Fichtner | – mr. Bill Stiffle           |
| Ralph Fiennes    | – borgmästare Michael Ebbs   |
| Richard Gleason  | – förälder #2                |
| Caroline Goodall | – mrs. Parker                |
| John Heard       | – officer Lou Bratley        |
| Lauren Holly     | – butiksägare                |
| Susan Hegarty    | – borgmästare Ebbs hjälpreda |
| Rita Wilson      | – Terri Bratley              |